# Het blauwe hart
Het blauwe hart is een kunstwerk in het centrum van de Nederlandse stad Delft uit 1998, ontworpen door Marcel Smink.
Het kunstwerk bestaat uit blauwe glaspanelen aan een frame van roestvrij staal. De kunstenaar wil hiermee verwijzen naar het technische 'hart' van Delft, zijnde de Technische Universiteit. De kleur van het glas verwijst naar Delfts blauw.
De opdracht voor het kunstwerk kwam vanuit de gemeente Delft om de keerlus aan het einde van de Oude Langendijk te verfraaien. Deze keerlus werd  gebruikt als uitstappunt voor toerbussen naar de Markt en de rest van de Delftse binnenstad toe, dus het kunstwerk moest als een verwelkoming dienen voor toeristen.

## Galerij

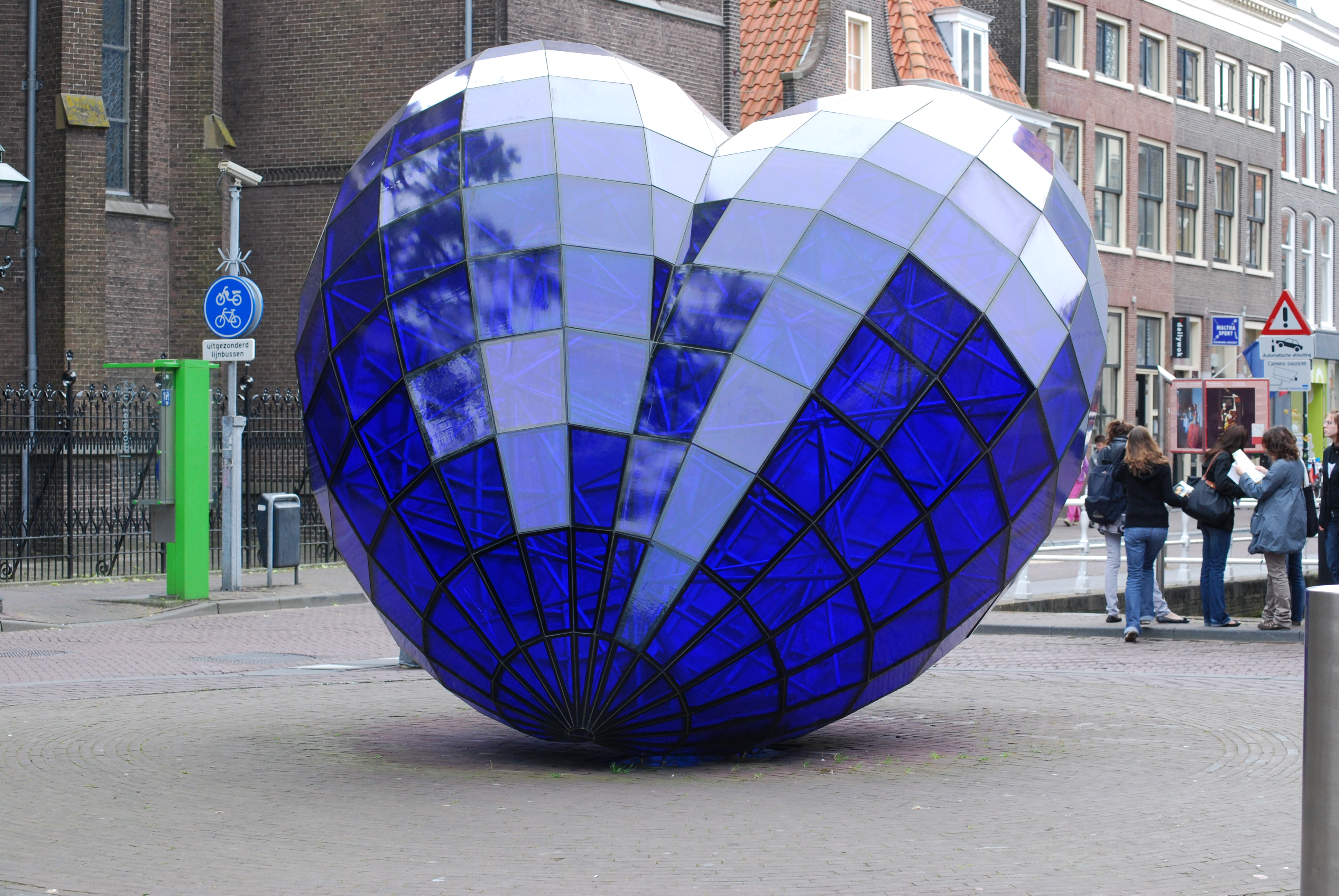
Aanzicht van het hart (2009)
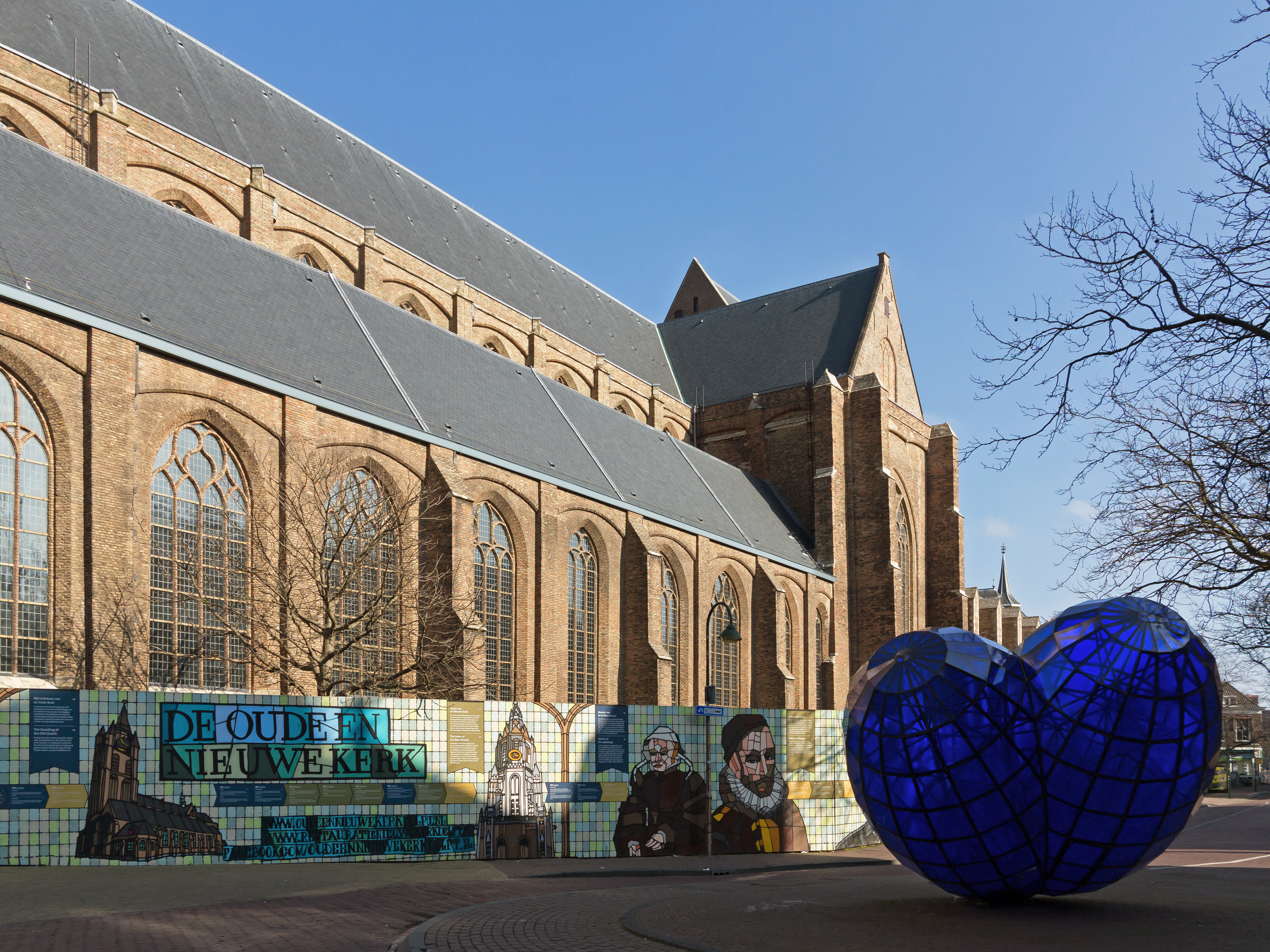
Hart met de Nieuwe Kerk op de achtergrond (2016)
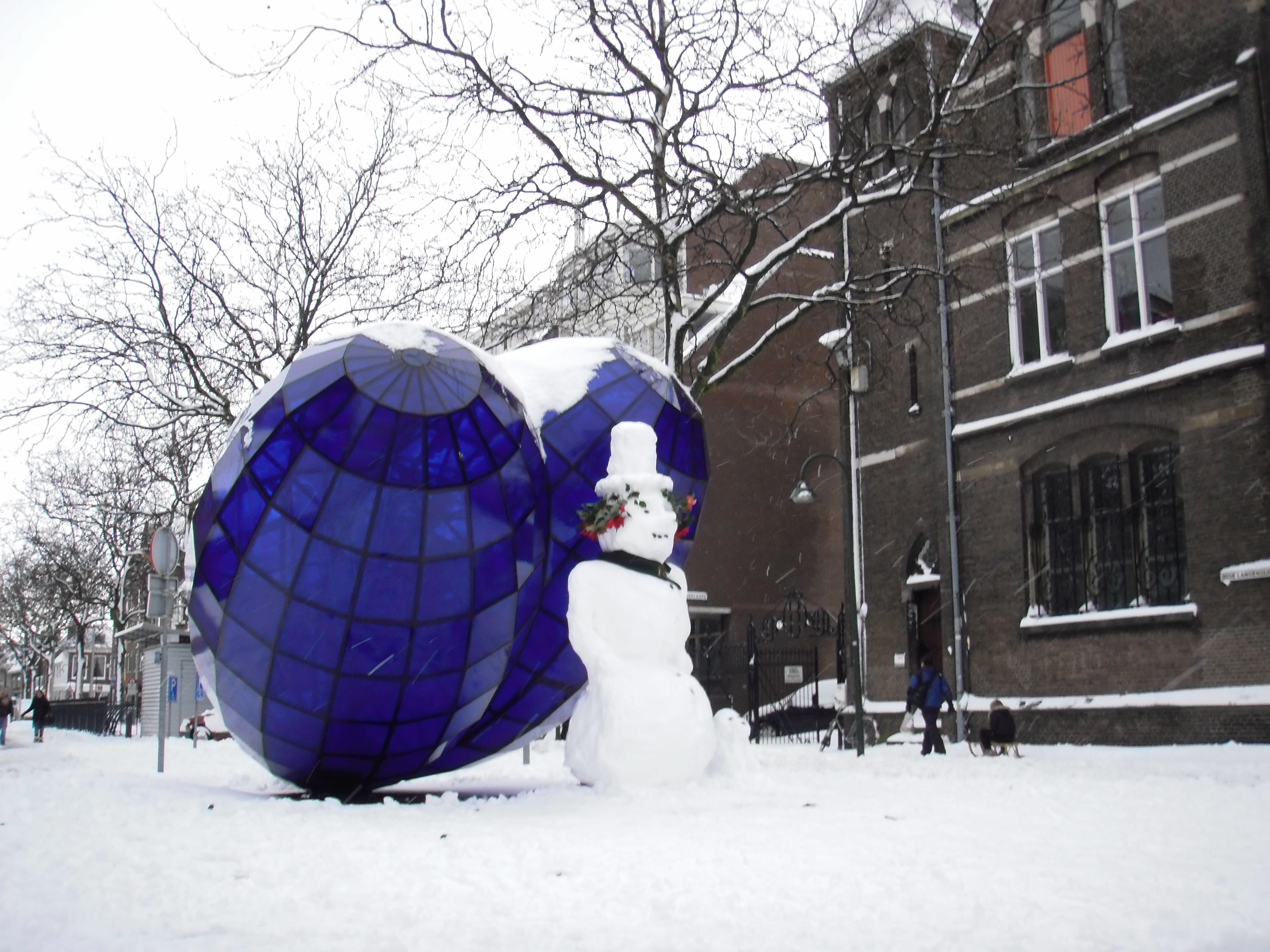
Het hart in de sneeuw (2009)